# リッチャー靱帯

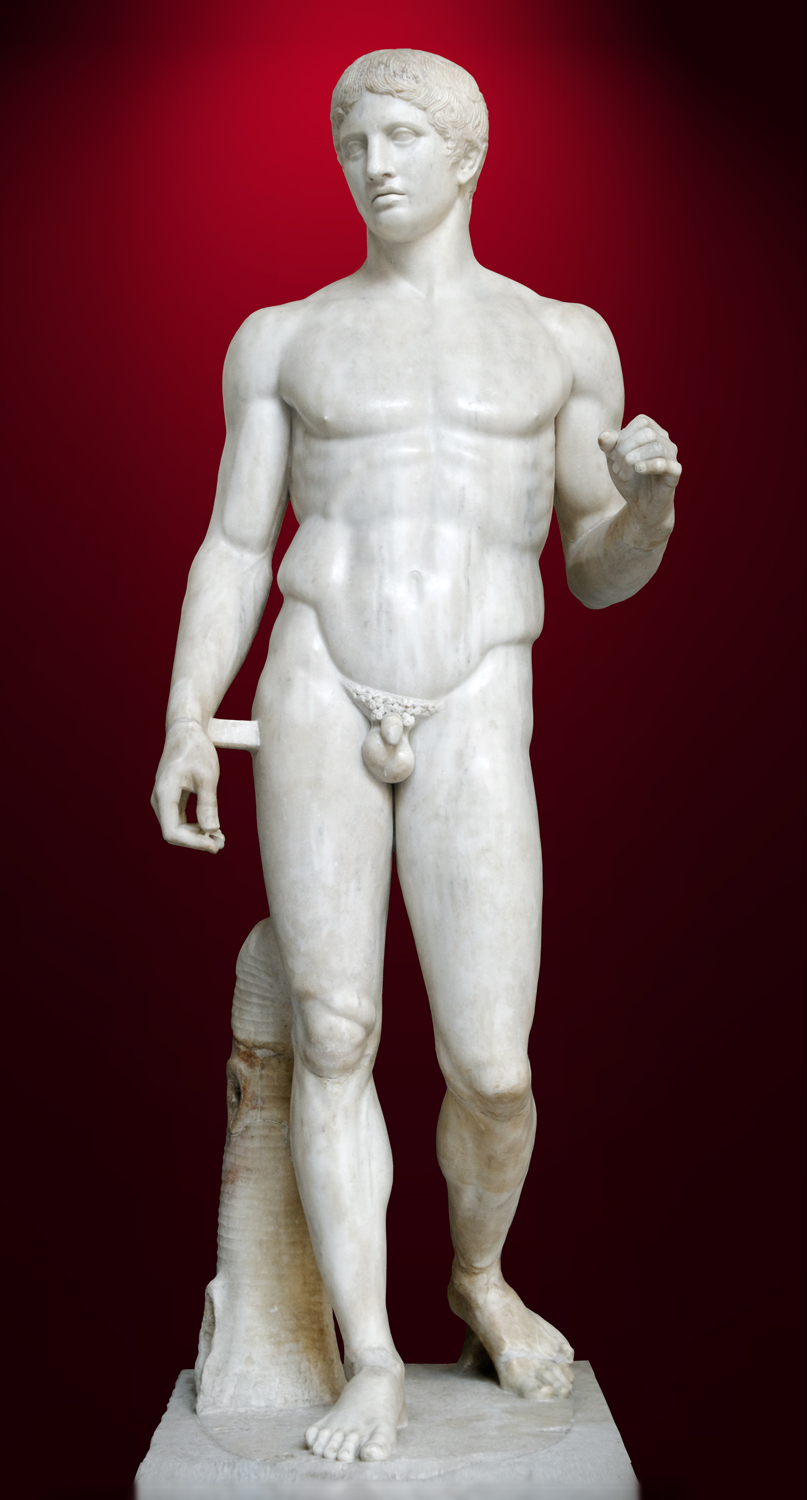
「ドリュフォロス」（ナポリ国立考古学博物館蔵）。右膝にリッチャー靭帯による溝がくっきりと刻まれており、刻まれていない左膝と対比されている

リッチャー靱帯（リッチャーじんたい）とは、19世紀にフランスの医学者で彫刻家でもあるポール・リッシェが著書「Anatomie artistique」(1890年)中で描いた靱帯。

## 概要
大腿の中程の高さで腸脛靱帯から分かれた帯が大腿四頭筋を下方へ斜走して膝関節内側面へ回り、鵞足に加わるようにして脛骨へ付着するとされる。
リッシェによる原著では、「大腿腱膜（筋膜でない）の弓状帯」と表記されているが、1970年代に出版されたロバート・ビバリー・ヘイルによる英語訳でこの部位が「Richer's band」と記された。どちらも解剖学用語にはない。この訳書は、その後の多くの美術解剖学図譜の種本となり、その図と名称もそのまま引用された。
一方、アメリカの美術家・美術教育者であるJ・シェパード（Joseph sheppard）は、メリーランド美術大学在籍中にジャック・マロジェ（en:Jacques Maroger）より「Anatomie artistique」を用いた講義を受けた。シェパードの著した美術解剖学の古典的名著『Anatomy: A complete guide for artists』が1975年に刊行され、この本では「Band of Richer」として記された。この本が『やさしい美術解剖図』として1980年に邦訳された際、解剖学用語に該当する訳語が無く、本の訳者により「リッチャー靱帯」と訳されたので、日本ではこの名称で知られる。
リッチャー靱帯は、医学的にはほとんど言及されないが、美術解剖学的にはリッチャー靱帯の存在を仮定すると、特にスカルプター（彫刻家、3Dモデラー）にとっては人体を捉えやすくなって都合がよく、美術解剖学の書籍ではこれを取り上げる本が多い。2010年代以降の本では、例えば、アルディス・ザリンス/サンディス・コンドラッツ『スカルプターのための美術解剖学』（2016年）、加藤公太『スケッチで学ぶ美術解剖学』（2020年）、ミシェル・ローリセラ 『モルフォ人体デッサン 究極の筋肉ボディを描く』（2021年）、などがリッチャー靱帯を取り上げており、アーティストにはよく知られている。加藤は、より原義に近い「リシェ支帯」と訳出している。
なお、「リシェ支帯」を解明した加藤は、2021年現在、英語論文を準備しているとのこと。

## 解剖学的外見と医学での取り扱い
この部位は大腿筋膜の肥厚部と見なすことができ、その意味では、手足の伸筋支帯と類似している。ランツやゾボッタではこの帯が描かれ、ランツでは内側筋間中隔へ続く大腿筋膜の斜走線維束とされている。現在出版されている医学解剖学図譜では、この帯が描かれることはほとんど無く、また言及もされない。

## 整体
野口整体の創始者である野口晴哉もリッシェの「Anatomie artistique」を参考にしたらしく、野口が昭和20年代に発行した『観歪法』にはリッチャー靱帯が描かれている。陰包のツボがある。

## 参照
1. ↑  J・シェパード『やさしい美術解剖図』マール社、p.223、1980
2. ↑  加藤公太のtwitter
3. ↑  “What is the proper anatomical name of the "band of Richer" that wraps around the quadriceps femoris?” (英語). Biology Stack Exchange. 2024年3月3日閲覧。